# مائورو گارسیا
مائورو گارسیا (انگلیسی: Mauro García؛ زادهٔ ۲۱ مهٔ ۱۹۷۱) بازیکن فوتبال اهل اسپانیا است.
از باشگاه‌هایی که در آن بازی کرده‌است می‌توان به باشگاه فوتبال رایو وایکانو اشاره کرد.